# Translink (Noord-Ierland)
Translink, de publieksnaam van de Northern Ireland Transport Holding Company, is het openbaarvervoerbedrijf van Noord-Ierland. Translink is eigendom van de staat en is in 1995 ontstaan als holdingmaatschappij van de staatsvervoerbedrijven NI Railways, Ulsterbus en Citybus.

## Ondernemingen
- Northern Ireland Railways (NIR / NI Railways) is de spoorwegonderneming van Noord-Ierland. Het bedrijf exploiteert uitsluitend dieseltreinen op een breedspoornetwerk (1600 mm) van 342 kilometer. In 2014-2015 gebruikten 13,4 miljoen passagiers het netwerk voor 417 miljoen passagierskilometers, met een ticketverkoop die £ 43,6 miljoen opleverde. Het treinvervoer kent een sterke stijging, in het jaar 2000/2001 werden slechts 5,9 miljoen mensen vervoerd.
- Ulsterbus is de busmaatschappij van Noord-Ierland. Met ongeveer 1100 bussen werden 46 miljoen mensen vervoerd in het jaar 2000/2001. In 2017 was dit gezakt naar 38 miljoen.
- Metro (tot februari 2005: Citybus) is het stadsvervoerbedrijf van Belfast. In 2017 had Metro 27,3 miljoen passagiers.
- Enterprise. Samen met de Ierse spoorwegen (Iarnród Éireann), exploiteert NIR een directe treindienst tussen Belfast en Dublin.

## Galerij

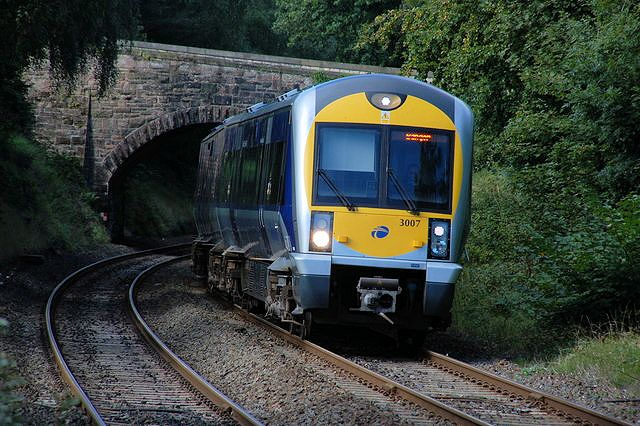
Een Class 3000 bij Station Seahill
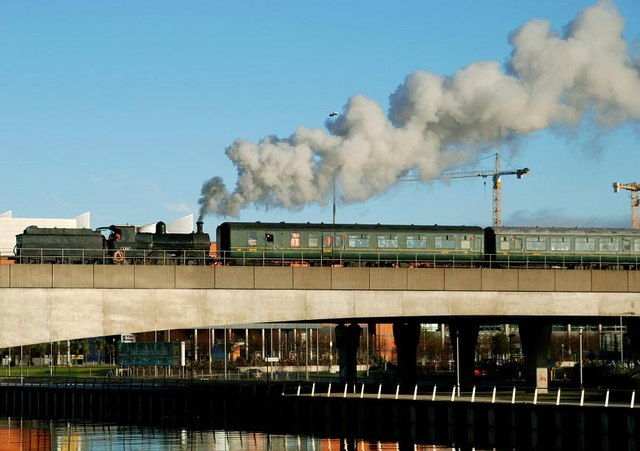
Een stoomtrein in Belfast
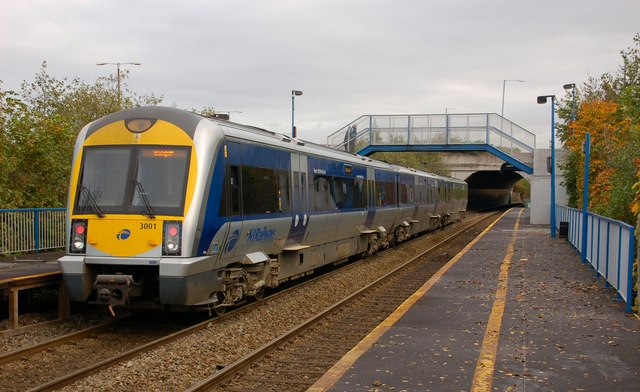
Een trein in Titanic Quarter
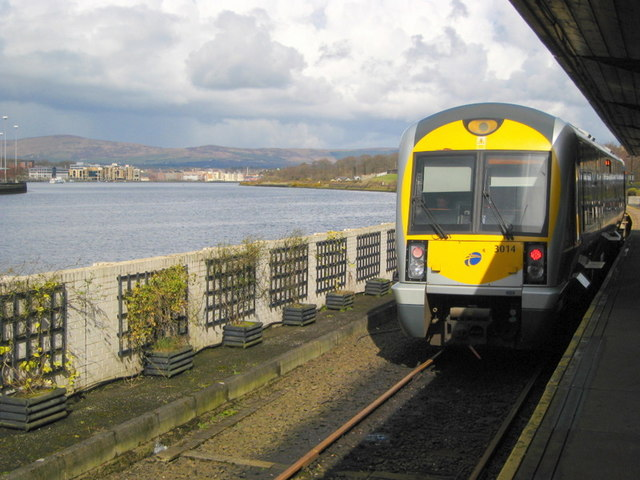
Station Waterside